# Batalla de Poznań (1704)
La batalla de Poznań fou una batalla ocorreguda el 9 d'agost de 1704 a Poznań, Polònia, durant la Gran Guerra del Nord. La batalla es resolgué a favor dels suecs.

## Antecedents
Poznań era la capital i la clau de la Gran Polònia, la regió al nord-est República on els suecs tingueren més suports. Poznań estava a 20 quilòmetres de la frontera amb Silèsia, just enmig de la ruta que els saxons feien servir per arribar als fronts orientals. Pels suecs també era important, ja que era una base excel·lent per les unitats encarregades de la recaptació de contribucions de guerra a la zona. Degut als avatars de la guerra la quantia de les contribucions anà augmentant, i en paral·lel també ho feren els grups de resistència anti-suecs. Les tropes sueques portaren a terme una política de repressió indiscriminada a sang i foc.
La ciutat fou ocupada pels suecs el setembre de 1703, aconseguint així el control de la zona. La major part de les tropes participants en el setge hivernaren a la ciutat, però a la primavera s'uniren a la persecució d'August el Fort per part de Carles XII.
La guarnició de la ciutat, aïllada, estava massa exposada. Els saxons se n'adonaren i cada cop les seves unitats s'acostaren més a la zona fustigant els suecs.

## Moviments de tropes
L'estat major suec s'adonà del perill que corria la ciutat i enviaren reforços, encapçalats pel General de Divisió Johan August Meijerfeldt. Meijerfelt partí amb tres regiments de cavalleria: el seu propi regiment de Dragó (militar) |dragons; el regiment de dragons de Silèsia, del coronel G.A. Taube; i el regiment de cavalleria d'Escània del Nord, del coronel Gustav Horn de Marienborg. Amb l'arribada dels 1,800 de Meijerfelt, el dos d'agost, les ja migrades provisions de la guarnició sueca encara disminuïren a un ritme més ràpid.
Els saxons aprofitaren la marxa de les tropes sueques per atacar la regió de Poznań.

### Ordre de batalla

#### Suec
Comandant: General de Divisió A.J. Meijerfeldt
Regiment de Cavalleria d'Escània del Nord (8 esquadrons): 816 homes aprox.
Regiment de Dragons de Meijerfeldt (8 esquadrons): 492 homes aprox.
Regiment de Dragons de Taube (8 esquadrons): 492 homes aprox.
Regiment de Cavalleria de Bremiska (4 esquadrons): 246 homes aprox.
Regiment d'infanteria de Södermanlands (2 companyies): 246 homes aprox.
2 canons
Total genets: 2.046 homes aprox.
Total infanteria: 246 homes aprox.
Total efectius: 2.292 homes aprox.

##### Desplegament
Línia de combat d'uns 700 metres, de dreta a esquerra:
Ala dreta (Meijerfeldt)
6 esquadrons del Regiment de Dragons Meijerfeldt (Meijerfeldt)

1 companyia d'infanteria del Regiment de Södermanland (G. von Weidenhaijn)

2 peces de campanya

6 esquadrons del Regiment de Cavalleria d'Escània del Nord (G. Horn)

Reserva de l'ala dreta (Nils Gyllenstierna)
2 esquadrons del Regiment de Dragons Meijerfeldt (Meijerfeldt)

1 esquadrons del Regiment de Cavalleria d'Escània del Nord (G. Horn)

Ala esquerra (Taube)
1 companyia d'infanteria del Regiment de Södermanland (K. A. Wendel)

6 esquadrons del Regiment de Dragons Taube (Taube)

3 esquadrons del Regiment de Cavalleria de Bremiska

Reserva de l'ala esquerra (J.G. Wrangel)
1 esquadrons del Regiment de Cavalleria d'Escània del Nord (G. Horn)

1 esquadrons del Regiment de Dragons Taube (Taube)

1 esquadrons del Regiment de Cavalleria d'Escània del Nord (G. Horn)

#### Saxó
Comandant: Tinent General von der Schulenburg
Es desconeix el desplegament exacte de les tropes saxones. La infanteria ocupà el centre amb la cavalleria i els dragons als flancs.
Schulenburg se situà amb la cavalleria del flanc esquerre, el general de divisió Brause prengué el comandament de la cavalleria, el general de divisió Oertzen comandà els dragons i el general de divisió Drost comandà la infanteria.

## Batalla
El dia 9 d'agost una patrulla sueca capturà un desertor saxó que informà de l'arribada d'un exèrcit a través de la frontera, comandat per Johann Matthias von der Schulenburg. Meijerfelt demanà reforços al cap de la guarnició de Poznań, el general de divisió Mardefelt, el qual malalt de gota envià al coronel Gabriel von Weidenhaijin del regiment de Södermanland. Weidenhaijin partí amb dues de les seves companyies d'infanteria, quatre esquadrons de cavalleria i dos canons.
Els suecs es desplegaren en línia intercalant unitats d'infanteria i cavalleria, mantenint una reserva a cavall, i esperaren a l'enemic.
Al capvespre els suecs albiraren la línia sueca i l'artilleria obrí foc.

### Flanc dret suec
El flanc dret suec es va veure sobrepassat, tot i que s'hi concentraven la majoria de les seves forces. Meijerfelt hagué de passar al contraatac per intentar pal·liar la situació, emprant tota la cavalleria del flanc esquerre en aquesta acció.
Al flanc dret, el foc d'artilleria i de fuselleria va obligar a dos esquadrons saxons a retirar-se, moment en què la infanteria sueca es parapetà darrere un petit mur. Quan la cavalleria sueca, amb el suport de la infanteria, aconseguí fer retrocedir la cavalleria saxona, aparegueren dos batallons saxons que rebutjaren el contraatac suec.
Meijerfelt perdé el contacte amb moltes de les seves unitats, però pogué veure diferents grups de dragons suecs que es retiraven de la batalla. La infanteria sueca es trobà sola davant l'avenç de la infanteria saxona, per tal de cobrir-la el coronel Horn carregà amb alguns esquadrons del regiment d'Escània del Nord. Els saxons formaren en quadre i rebutjaren els homes de Horn, que patiren un gran nombre de baixes.
Tot el flanc es retirà cap Poznań abandonant l'artilleria i el campament exterior. Els saxons, segurs de la seva victòria ocuparen el campament suec i deturaren el seu avenç, això permeté als suecs reorganitzar-se i preparar-se per la defensa de la ciutat.

### Flanc esquerre suec
Al flanc esquerre suec la situació no era tan desfavorable pels defensors. El coronel Taube desplaçà els seus dragons i la cavalleria de la guarnició i aconseguí carregar amb èxit sobre la dreta saxona en un moment crític. La cavalleria sueca perseguí els saxons durant cinc quilòmetres i després es dirigí al seu campament, on prengué per sorpresa els saxons mentre el saquejaven. En paral·lel tota la cavalleria sueca restant s'havia reorganitzat prop de la ciutat i s'uní als atacs de Taube. Els saxons no aconseguiren retirar-se en ordre i la victòria es decantà definitivament pel bàndol suec.